# Woodlawn (Arkansas)
Woodlawn – jednostka osadnicza w Stanach Zjednoczonych, w stanie Arkansas, w hrabstwie Cleveland.